# Чиликоти (Ајова)
Чиликоти (енгл. Chillicothe) град је у америчкој савезној држави Ајова. По попису становништва из 2010. у њему је живело 97 становника.

## Демографија
Према попису становништва из 2010. у граду је живело 97 становника, што је 7 (7,8%) становника више него 2000. године.
| Група             | 2000.      | 2010.      |
| Белци             | 88 (97,8%) | 96 (99,0%) |
| Афроамериканци    | 0 (0,0%)   | 0 (0,0%)   |
| Азијати           | 1 (1,1%)   | 0 (0,0%)   |
| Хиспаноамериканци | 0 (0,0%)   | 1 (1,0%)   |
| Укупно            | 90         | 97         |